# Cobasna
Cobasna (Moldavisch Cyrillisch: Кобасна; Oekraïens: Ковбасна, Kovbasna; Russisch: Колбасная, Kolbasnaja) is een gemeente in het noorden van Transnistrië, Moldavië, die bestaat uit drie dorpen: Cobasna, Cobasna station en Suhaia Rîbnița. Het wordt gecontroleerd door de zelfverklaarde autoriteit van Transnistrië. Het ligt 2 km van de grens met Oekraïne, in het arrondissement Rîbnița.

## Munitiedepot

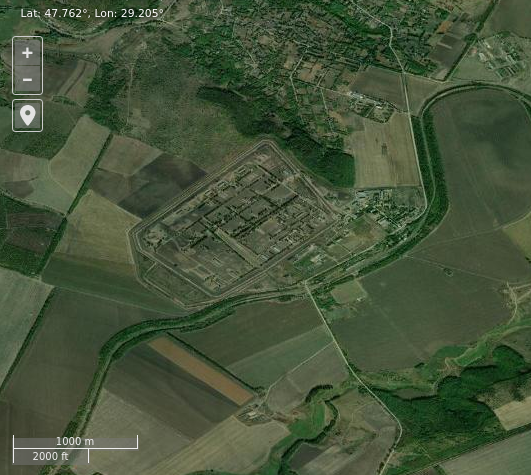
NASA-beelden van het munitiedepot Cobasna.

In de gemeente ligt het door Rusland beheerde “1411e munitiedepot Artillerie”.